# Artkomplex

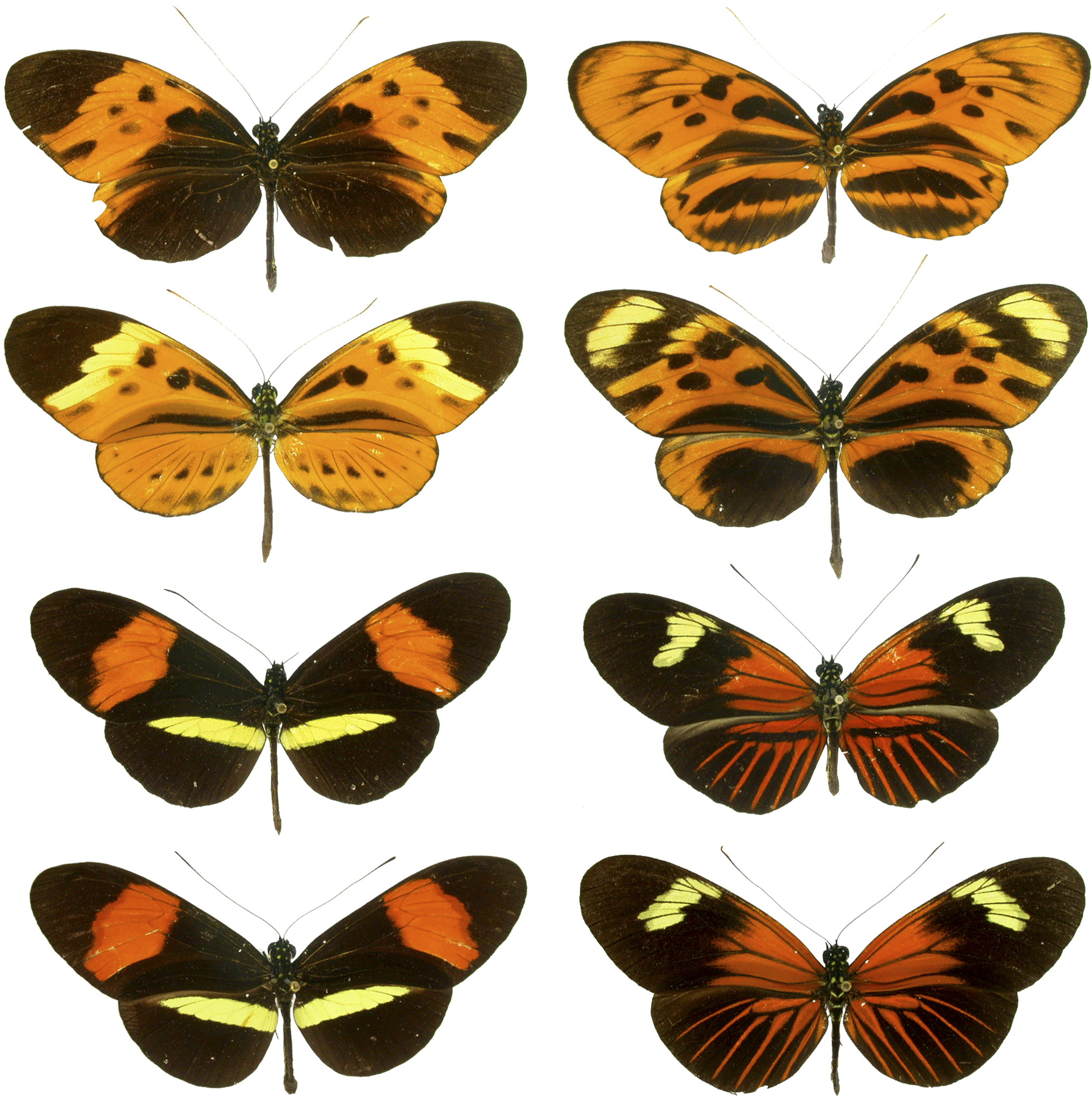
Fjärilar av släktet Heliconius omfattar ett antal arter som är mycket svåra att särskilja.

Inom biologi innebär ett artkomplex en grupp med närbesläktade organismer som är så pass lika varandra att artgränsen mellan dem blir oklar. Det finns en mängd begrepp som används mer eller mindre synonymt, men som kan ha specifika skillnader, som kryptisk art för två eller fler arter som döljs inom ett artnamn, syskonarter för två kryptiska arter som är varandra närmsta släktingar, och "species flock" för närbesläktade arter som lever i samma habitat. Det finns också informella taxonomiska nivåer kopplade till artkomplex, som artgrupp, artaggregat, överart och semiart. För flera begrepp finns det inte definierade svenska termer, utan det är vanligt att man istället använder de engelska termerna. 
När två eller fler taxa som kategoriserats som samma art delas upp i underarter, så definieras detta inte som ett artkomplex. Ett artkomplex är i de flesta fallen en monofyletisk grupp med en gemensam anfader, men det finns undantag. Artkomplex kan utgöra ett tidigt stadium av artbildning, men taxonen kan också varit åtskilda under lång tid utan att ha utvecklat morfologiska skillnader. Hybridartbildning kan vara en komponent när  artkomplex bildas.
Artkomplex förekommer inom alla organismgrupper. De identifieras genom noggranna studier av morfologiska detaljer, tester av reproduktiv isolering och genom genetiska studier. Förekomsten av arter som utseendemässigt är extremt lika kan resultera i ett underskattande av den biologiska mångfalden, både globalt och lokalt. Att identifiera distinkta arter är viktigt för bland annat sjukdomsprofylaktiska åtgärder, skadedjursbekämpning och inom bevarandebiologi, men att dra upp distinkta gränser mellan arter kan ibland nästan vara omöjligt.

## Definition
Ett artkomplex består vanligtvis av en grupp mycket närbesläktade, men separata arter. Självklart är företeelsen starkt sammankopplat med definitionen av en art. Inom samtida biologi definieras en art som en "separat utvecklingslinje av en metapopulation" men erkänner att kriterierna för att kunna avgränsa arter kan bero på vilken grupp som studeras. På grund av detta har många taxon som  traditionellt definierats som arter genom enbart morfologiska studier visat sig, genom andra studier som genetiska skillnader och reproduktionsbarriärer, omfatta flera distinkta arter.
En mer strikt användning av begreppet innebär att ett artkomplex utgörs av närbesläktade arter där hybridisering har förekommit eller förekommer, vilket leder till mellanformer och oklara artgränser. Den informella klassificeringen överart, kan exemplifieras med fjärilen smultronvisslare, en överart som kan delas upp i tre semiarter, som uppvisar geografiska variationer på könsdelarna hos både honor och hanar.
Vissa använder också termen för arter som uppvisar polymorfism, som kan vara ett tecken på en pågående eller begynnande artbildning. Exempel på detta är ringarter eller arter där det är oklart om dess underarter egentligen borde behandlas som separata arter.

### Inkluderade termer
Flera termer används synonymt för artkomplex, men vissa av dem kan också ha något annorlunda, eller mer specifika betydelser. Enligt zoologiska och bakteriologiska nomenklaturkoder så finns det ingen taxonomisk nivå mellan undersläkte och art, medan det inom botaniken finns fyra nivåer under släkte: sektion, undersektion, serie och underserie. Olika informella taxonomiska lösningar har använts för att identifiera olika artkomplex.
Kryptisk art (eng: cryptic species) – beskriver "distinkta arter som är felaktigt beskrivna och döljer sig inom ett artnamn. Generellt används begreppet om arter, som trots att man vet att de är distinkta, är närmast omöjliga att särskilja enbart utifrån morfologi.
Syskonart (eng: sibling species – detta begrepp beskrevs 1942 av Ernst Mayr, och användes inledningsvis som en ren synonym till kryptisk art, men senare har det använts för att betona arternas gemensamma fylogenetiska ursprung. En sentida artikel definierar syskonart som en "kryptisk systerart", vilket innebär "två arter som är varandras närmsta släktingar och som inte har särskiljts från varandra taxonomiskt".
Eng: species flock, species swarm (saknar svensk term) – innebär "en monofyletisk grupp av närbesläktade arter som alla lever i samma ekosystem". Termen har också, omvänt och mycket brett, tillämpats om grupper med närbesläktade arter som kan vara variabla och ha stor utbredning.
Överart (eng: superspecies – används ibland som en informell taxonomisk nivå för ett artkomplex som knyts till en "representativ" art. Begreppet myntades som artenkreis av den tyska biologen Bernhard Rensch 1947. Ernst Mayr, framstående tysk-amerikansk biolog, översatte termen till superspecies och hjälpte till att omformulera definitionen och popularisera den. För taxonen som utgör en överart används de engelska termerna allospecies eller semispecies, vilket ibland översätts till semiarter. Dessa semiarter som ingår i en överart måste vara monofyletiska och vara helt eller delvis allopatriska med varandra. De semiarter som beskrivs på detta sätt anses ha sitt ursprung som skilda populationer inom samma art som sedan divergerat och bildat egna arter.
Artpar (eng: species pair) – är en överart som består av två systerarter.
Artaggregat (eng: Species aggregate) – används om artkomplex, speciellt om växttaxa där polyploiditet och apomixis är vanligt. Historiska synonymer är engelskans species collectiva, introducerat av Adolf Engler, conspecies och grex. De delar som utgör ett artaggregat har kallats segregater (eng: segregates) eller mikroarter (eng: microspecies). Inom den binomiala nomenklaturen används förkortningen agg..
Artgrupp och artundergrupp (eng: Species Group och species subgroup) - å ena sidan två inofficiella taxonomiska nivåer, som exempelvis används för att beskriva de komplicerade släktförhållandena inom släktet Drosophila och arten Drosophila melanogaster. Å andra sidan används den svenska termen "artgrupp" även som ett generellt samlingsnamn för en grupp besläktade arter, och har då inget att göra med artkomplex eller kryptiska arter.
sensu lato – ett latinskt begrepp som betyder "i vidare bemärkelse", och använts ofta efter det binomiala artepitetet, ibland förkortat s.l., för att poängtera ett artkomplex som representeras av den arten.

## Exempel
| Gulärla (vänster) och citronärla (höger) utgör ett artkomplex med stor utbredning och med en mängd beskrivna morfologiskt särkiljda underarter vars avgränsningar är oklara och mycket komplicerade. |  | Gulärla (vänster) och citronärla (höger) utgör ett artkomplex med stor utbredning och med en mängd beskrivna morfologiskt särkiljda underarter vars avgränsningar är oklara och mycket komplicerade. |
| Gulärla (vänster) och citronärla (höger) utgör ett artkomplex med stor utbredning och med en mängd beskrivna morfologiskt särkiljda underarter vars avgränsningar är oklara och mycket komplicerade. |  | |

Några exempel på artkomplex är gulärle- & citronärle-komplexet, gransångare-komplexet (Phylloscopus collybita), tapakuler (Rhinocryptidae), leopardgrodor i släktet Lithobates, Rana draytonii och Rana aurora, ett flertal arter av trädgrodorna i släktet Rhacophorus, fjärilen Astraptes fulgerator som misstänks utgöra ett tiotal arter och Trichoplax adhaerens, en frilevande marin organism som tidigare behandlats som en art men som misstänks utgöra ett flertal arter.
Några exempel på arter som beskrivs eller tidigare har beskrivits som överarter är Drosophila paulistorum, större vattensalamander (Triturus cristatus), storspigg (Gasterosteus aculeatus), Ornithodoros moubata och marajóträdklättrare (Xiphorhynchus spixii)
Två exempel på aggregat är knagglestarrkomplexet och ängsnyckelkomplexet.

## Identifiering
För att urskilja närbesläktade arter inom ett artkomplex kräver ofta studier av mycket små skillnader. Morfologiska skillnader kan kanske exempelvis enbart detekteras med mikroskop. Dock kan distinkta arter helt sakna morfologiska skillnader. I dessa fall måste andra karaktärer studeras, som arternas hela liv, beteende, fysiologi eller karyotypi. Som exempel kan man nämna att revirhävdande läten kan fungera som distinkta karaktärer för fågelarter där de morfologiska skillnaderna är mycket små.
DNA-sekvensering har blivit standard för att säkerställa distinkta arter och kan i många fall vara enda metoden. Olika metoder används i dessa fall för att analysera genetiska data, exempelvis molekylär fylogenetik eller DNA-streckkodning. Sådana metoder har avslöjat många kryptiska artkomplex, som flugsvampen och den afrikanska elefanten.

## Evolution och ekologi

### Artbildning

Typisk för ett artkomplex är att det bildar en monofyletisk grupp som har diversifierats ganska nyligen, vilket illustreras av de korta grenarna mellan arterna A–E (blå rutan) i detta fylogram.

Typiskt för arter som bildar ett komplex är att de ganska nyligen har skiljts åt, vilket ibland ger möjligheten att återskapa artbildningsprocessen. Arter med populationer som skiljer sig åt ses ibland som exempel på en tidig, pågående artbildning. Men på samma gång finns det distinkta arter som har varit isolerade under lång tid utan att utveckla några yttre olikheter, det vill säga att utseende har bevarats genom evolutionshistorien. Detta fenomen kallas "morfologisk stasis" eller "evolutionär stasis". Exempelvis utgör grodan Pristimantis ockendeni i Amazonas egentligen minst tre arter som skiljdes åt för mer än 5 miljoner år sedan.
Stabiliserande selektion har åberopats som en kraft som upprätthåller yttre likhet i artkomplex, speciellt vid anpassning till speciella miljöer – som hos en värd för symbionter, eller extrema miljöer – begränsar möjliga utvecklingsriktningar: I sådana fall är kraftiga förändringar inte att vänta. Även asexuell reproduktion, till exempel genom apomixis hos växter, kan separera utvecklingslinjer utan att det uppstår stora morfologiska skillnader.

Möjlig process som förklarar likheter inomm ett artkomplex:
a – morfologisk stasis
b – hybridartbildning

Ett artkmomplex är vanligtvis en grupp som har en gemensam anfader och därmed bildar en monofyletisk grupp, men närmare studier kan ibland visa på annat. Ett exempel är de gulfläckade eldsalamandrarna av släktet Salamandra, som tidigare behandlades som arten S. salamandra, som inte är monofyletiska: den korsikanska eldsalamanderns närmsta släkting har visat sig vara den helsvarta alpsalamandern. I sådan här fall har likheterna uppstår genom konvergent evolution.
Hybridartbildning kan leda till oklara artgränser genom en process av retikulär evolution, där arter har två olika arter som sin senaste gemensamma anfader. I sådana fall kan hybriden uppvisa intermdeiära karaktärer, vilket exempelvis syns hos fjärillar inom släktet Heliconius. Hybridartbildning har observerats inom olika organismers artkomplex, som insekter, svampar och växter. Hos växter sker ofta hybridisering genom polyploiditation, och planthybridarter kallas nothoarter.

### Utbredning och habitat
När det gäller påståendet att medlemmar i en artgrupp delar utbredningsområde eller inte, skiljer sig källorna åt. Vissa källor hävdar att de vanligtvis har delvis överlappande utbredningsområde[källa behövs] medan andra beskriver en artgrupp som ett komplex av besläktade arter som finns allopatriskt och förklarar att denna "gruppering ofta kan påvisas genom experimentella korsningar där endast vissa artpar kommer att producera hybrider. Exemplen nedan kan stödja båda användningarna av termen "artgrupp".
Sådan här komplex upptäcks oftast bara när en ny art introduceras i systemet, vilket bryter ned de tidigare artbarriärerna. Ett exempel är introduceringen av mördarsnigel i Nordeuropa, som där hybridiserat med både svart och röd skogssnigel. Detta indikerar att de två senare arterna, som själva aldrig hybridiserar med varandra, kan utgör underarter av samma art.
Där närbesläktade arter samexisterar i sympatri, är det ofta speciellt utmanande att förstå hur dessa liknande arter kan överleva utan att konkurrera ut varandra. Nischseparation är en mekanism som kan förklara detta. Studier av vissa artkomplex indikerar att arters förändringar sker parallellt med ekologiska förändringar, vilket resulterar i att nya arter föredrar olika mikrohabitat.[källa behövs]
Liknande studier användes för att påvisa att amazongrodan Pristimantis ockendeni faktiskt utgör minst tre olika arter som delade på sig för över 5 miljoner år sedan. En "species flock" kan uppstå när en art tränger in i ett nytt geografiskt område och utvecklas i och med att den tar över en mängd olika ekologiska nischer - en process som kallas Adaptiv radiering. Den första "species flock" som uppmärksammades var de 13 arter av Darwinfinkar på Galápagosöarna, som beskrevs av Charles Darwin.

## Praktiska konsekvenser

### Uppskattning av biologisk mångfald
Ökningen av DNA-sekvensiering för att undersöka biologisk mångfald (även kallat fylogeografi och DNA-streckkodning) har lett till upptäckten av en stor mängd kryptiska artkomplex i alla typer av habitat, inte minst i marina miljöer. Inom organismgruppen mossdjur och släktet Celleporella visade detaljerade morfologiska analyser, hybridiseringstester och DNA-sekevensiering exempelvis att C. hyalina egentligen består av 10 ekologiskt distinkta arter som delades upp sig för många miljoner år sedan. Kunskapen om kryptiska artkomplex, och att de är så vanliga, innebär att man idag vet att det finns mycket fler distinkta arter, och att uppskattningar av den biologiska mångfalden tidigare har varit för låga, både lokalt och globalt.

### Sjukdoms- och patogenkontroll

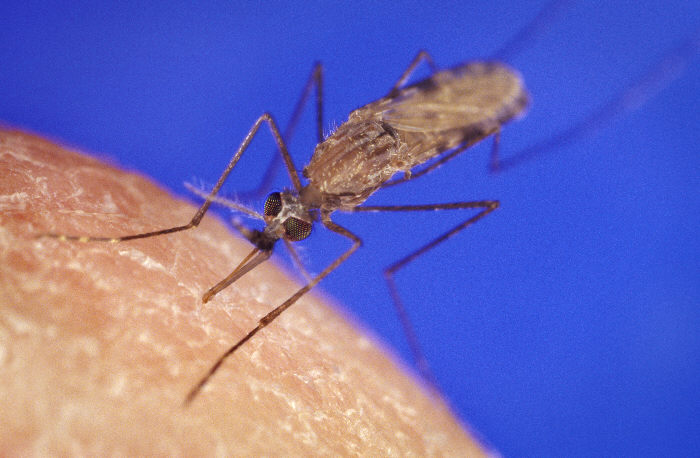
Artkomplexet Anopheles gambiae omfattar vissa myggarter som är bärare av malaria medan andra inte är det.

Organismer som orsakar sjukdomar, och deras bärare, de så kallade vektorerna, påverkar människor, djur och ekonomi. När de framkommer att en organism som orsakar sjukdomar egentligen utgörs av ett kryptiska artkomplex kan det innebära nya möjligheter och nya problem i bekämpandet av sjukdomen. Exempelvis har det visat sig att myggan Anopheles gambiae är ett kryptiskt artkomplex där bara vissa av arterna bär på malaria. Jästsvampen som orsakar kryptokockos har visat sig utgöras av de två systerarterna Cryptococcus neoformans och Cryptococcus gattii medan borrflugan Bactrocera tryoni visat sig utgöras av tre systerarter som inte går att särskilja morfologiskt men där bara en av dem orsakar omfattande skador på frukt över stora delar av Australien.

### Bevarandebiologi
När vad man tidigare trodde var en art, visar sig utgöra ett antal distinkta kryptiska arter innebär det oftast att dessa arter har ett mindre utbredningsområde och en mindre populationsstorlek än man tidigare trott. Dessa olika arter kan också skilja sig vad gäller ekologi, ha olika fortplantningsstrategier och habitatkrav, vilket innebär att de har olika behov, och därmed kommer att behöva olika strategier för att bevaras. Ett exempel utgör en studie av mitokondriellt DNA hos giraffer som indikerar att det finns minst 11 genetiskt urskiljbara populationer av giraff i Afrika, vilket skulle innebära att varje separat art skulle vara utsatt för ett mycket större bevarandehot.